# Friedrich Schleinzer
Friedrich Schleinzer (* 5. März 1948 in Retzbach) ist ein österreichischer Pastoraltheologe.

## Leben
Von 1960 bis 1968 besuchte er das Humanistisches Bundesgymnasium in Horn. Von 1968 bis 1969 absolvierte er das Noviziatsjahr im Zisterzienserstift Lilienfeld. Von 1969 bis 1975 studierte er Philosophie und Theologie an der Theologischen Fakultät der Universität Salzburg und von 1971 bis 1976 Soziologie am Institut für Soziologie und Kulturwissenschaft an in Salzburg. Nach Priesterweihe am 28. Juni 1974 im Stift Lilienfeld schloss er am 8. Juli 1975 das Theologiestudium der selbständig-religionspädagogischen und fachtheologischen Studienrichtung mit dem Magister-Diplom ab. Am 1. Juli 1976 wurde er zum Universitäts-Assistenten für Pastoraltheologie bestellt. Nach der Promotion zum Doktor der Theologie am 12. Juni 1980 absolvierte er 1980 das Probejahr zur Erlangung der Lehrbefähigung an höheren Schulen (HTL-Salzburg). Am 16. September 1981 legte er die Lehramtsprüfung über die Befähigung zur Erteilung des katholischen Religionsunterrichts an mittleren und höheren Schulen und an Akademienverwandten Lehranstalten. Seit 1982 hielte er Vorlesungen aus dem Fach Pastoraltheologie. Nach der Habilitation 6. März 1987 für das Fach Pastoraltheologie an der Theologischen Fakultät der Universität Salzburg übernahm er dort 1987/88 eine Lehrstuhlvertretung. Seit dem 1. November 1988 lehrt er als ordentlicher Universitätsprofessor für Pastoraltheologie an der Theologischen Fakultät der Universität Salzburg.
Seit 2003 ist er Mitglied der katholischen Studentenverbindung KAV Capitolina Rom im CV.